# Yuki Bhambri
Yuki Bhambri (Nova Delhi, 4 de Julho de 1992) é um tenista profissional indiano.

## ATP Finais

### Simples: 5 (3–2)
| Legenda                     |
| --------------------------- |
| Grand Slam (0–0)            |
| Tennis Masters Cup (0–0)    |
| ATP Tour Masters 1000 (0–0) |
| ATP Tour 500 series (0–0)   |
| ATP Tour 250 series (0–0)   |
| ATP Challenger Tour (3–2)   |

| Titulos por Piso |
| ---------------- |
| Duro (3–2)       |
| Saibro (0–0)     |
| Grama (0–0)      |
| Carpete (0–0)    |

| Posição | N. | Data                 | Torneio              | Piso | Oponente              | Placar               |
| ------- | -- | -------------------- | -------------------- | ---- | --------------------- | -------------------- |
| Campeão | 1. | 20 Maio 2012         | Fergana, Usbequistão | Duro | Amir Weintraub        | 6–3, 6–3             |
| Vice    | 2. | 22 Setembro 2013     | Kaohsiung, Taiwan    | Duro | Lu Yen-hsun           | 4–6, 3–6             |
| Campeão | 3. | 27 Outubro de 2013   | Traralgon, Austrália | Duro | Bradley Klahn         | 6–7(13–15), 6–3, 6–4 |
| Campeão | 4. | 8 Fevereiro de 2014  | Chennai, Índia       | Duro | Alexander Kudryavtsev | 4-6, 6-3, 7-5        |
| Vice    | 5. | 22 Fevereiro de 2015 | Nova Delhi, Índia    | Duro | Somdev Devvarman      | 6–3, 4–6, 0–6        |

### Duplas: 9 (4–5)
| Legenda                     |
| --------------------------- |
| Grand Slam (0–0)            |
| Tennis Masters Cup (0–0)    |
| ATP Tour Masters 1000 (0–0) |
| ATP Tour 500 series (0–0)   |
| ATP Tour 250 series (0–0)   |
| ATP Challenger Tour (4-5)   |

| Títulos por Piso |
| ---------------- |
| Duro (4–5)       |
| Saibro (0–0)     |
| Grama (0–0)      |
| Carpete (0–0)    |

| Posição | N. | Data                | Torneio              | Piso | Parceiro      | Oponentes                             | Placar                     |
| ------- | -- | ------------------- | -------------------- | ---- | ------------- | ------------------------------------- | -------------------------- |
| Vice    | 1. | 17 Setembro de 2010 | Bangkok, Tailândia   | Duro | Ryler DeHeart | Gong Maoxin Li Zhe                    | 3–6, 4–6                   |
| Campeão | 2. | 13 Maio de 2012     | Busan, Coréia do Sul | Duro | Divij Sharan  | Hsieh Cheng-peng Lee Hsin-han         | 1–6, 6–1, [10–5]           |
| Vice    | 3. | 20 Julho 2012       | Penza, Rússia        | Duro | Divij Sharan  | Konstantin Kravchuk Nikolaus Moser    | 7–6(7–5), 3–6, [7–10]      |
| Vice    | 4. | 5 Agosto de 2012    | Beijing, China       | Duro | Divij Sharan  | Sanchai Ratiwatana Sonchat Ratiwatana | 6–7(3–7), 6–2, [6–10]      |
| Vice    | 5. | 9 Setembro 2012     | Shanghai, China      | Duro | Divij Sharan  | Sanchai Ratiwatana Sonchat Ratiwatana | 4–6, 4–6                   |
| Campeão | 6. | 6 Julho 2013        | Winnetka, EUA        | Duro | Michael Venus | Somdev Devvarman Jack Sock            | 2–6, 6–2, [10–8]           |
| Vice    | 7. | 22 Setembro 2013    | Kaohsiung, Taiwan    | Duro | Wang Chieh-fu | Juan Sebastián Cabal Robert Farah     | 4–6, 2–6                   |
| Campeão | 8. | 8 Fevereiro 2014    | Chennai, Índia       | Duro | Michael Venus | N. Sriram Balaji Blaž Rola            | 7-6(7-5), 6-4              |
| Campeão | 9. | 8 Setembro 2014     | Xanghai, China       | Hard | Divij Sharan  | Somdev Devvarman Sanam Singh          | 7–6(7–2), 6–7(4–7), [10–8] |